# Спинелли, Франческо (боксёр)
Франческо Спинелли (итал. Francesco Spinelli; 6 января 1966 Милан, Италия) — итальянский боксёр-профессионал, который выступал в тяжёлой весовой категории. Чемпион Италии по боксу в тяжёлой весовой категории и претендент на титул чемпиона Европы по версии EBU.

## Карьера
Франческо Спинелли дебютировал на профессиональном ринге 5 марта 1994 года в поединке против венгерского боксёра Йозефа Кулла Кошеги, над которым одержал победу в 6-раундовом поединке. 9 ноября 1995 года провёл свой первый титульный поединок, за титул чемпиона Италии в тяжёлом весе и одержал победу над ранее не побеждённым итальянским боксёром Винченцо Кантаторе, но уже 14 апреля 1996 года во время первой защиты титула проиграл тому же боксёру техническим нокаутом в 11-м раунде.
29 марта 1997 года вновь завоевал вакантный титул чемпиона Италии в тяжёлом весе в поединке против Карло Тредиси (8-3), которого сумел победить по очкам в 12-раундовом бою. 25 сентября того де года провёл первую защиту титула против того же боксёра и одержал победу над ним техническим нокаутом в 11-м раунде. 14 марта 1998 года провёл вторую защиту титула против Сальваторе Инзерра (14-3-1) и победил техническим нокаутом во втором раунде.
5 декабря 1998 года в Киеве состоялся боксёрский вечер с участием братьев Кличко. Первым из братьев на ринг вышел Владимир Кличко, который защищал свой титул интернационального чемпиона по версии WBC, но он проиграл американскому боксёру Россу Пьюритти. После этого поединка на ринг вышли Франческо Спинелли и Виталий Кличко, на кону стоял пояс чемпиона Европы по версии EBU, которым владел Виталий. Кличко-старший был настолько разозлён из-за поражения брата, что выйдя на ринг он начал избивать соперника, при этом не дав ему провести не единого удара. Это привело к тому что рефери остановил бой в 1-м раунде ввиду явного преимущества Кличко. 
После этого боя Спинелли завершил спортивную карьеру.

## Статистика профессиональных поединков
В таблице перечислены результаты всех поединков боксёров.
В каждой строке указан результат поединка. Дополнительно номер поединка обозначен цветом, который обозначает итог поединка. Расшифровка обозначений и цветов представлена в нижеследующей таблице.
| Пример | Расшифровка                     |
| ------ | ------------------------------- |
|        | Победа                          |
|        | Ничья                           |
|        | Поражение                       |
|        | Планируемый поединок            |
|        | Поединок признан несостоявшимся |
| КО     | Нокаут                          |
| ТКО    | Технический нокаут              |
| PTS    | Решение судей (по очкам)        |
| UD     | Единогласное решение судей      |
| MD     | Решение большинства судей       |
| SD     | Раздельное решение судей        |
| RTD    | Отказ от продолжения боя        |
| DQ     | Дисквалификация                 |
| NC     | Поединок признан несостоявшимся |

| Бой | Рекорд      | Дата             | Соперник                             | Место проведения боя         | Результат  | Примечания                                                           |
| --- | ----------- | ---------------- | ------------------------------------ | ---------------------------- | ---------- | -------------------------------------------------------------------- |
| 24  | 19-5, 17 KO | 5 декабря 1998   | Виталий Кличко (22-0)                | Дворец спорта, Киев, Украина | TKO1 (12)  | Бой за титул чемпиона Европы EBU в тяжёлом весе (1-я защита Кличко). |
| 23  | 19-4, 17 KO | 15 августа 1998  | Тюдор Панайт (0-4)                   | Торре-Аннунциата, Италия     | TKO3 (?)   |                                                                      |
| 22  | 18-4, 16 KO | 1 августа 1998   | Ференц Дик (2-8)                     | Гардоне-Ривьера, Италия      | KO4 (6)    |                                                                      |
| 21  | 17-4, 17 KO | 19 июня 1998     | Ян Стойка (0-4)                      | Кошице, Словакия             | TKO2 (?)   |                                                                      |
| 20  | 16-4, 14 KO | 16 мая 1998      | Тибор Сторезински (1-6-2)            | Милан, Италия                | TKO2 (6)   |                                                                      |
| 19  | 15-4, 13 KO | 14 марта 1998    | Сальваторе Инзерра (14-3-1)          | Роденго-Саяно, Италия        | TKO2 (10)  | Бой за титул чемпиона Италии в тяжёлом весе (2-я защита Спинелли)    |
| 18  | 14-4, 12 KO | 3 декабря 1997   | Маркус Гурбанич (1-5)                | Тосколано-Мадерно, Италия    | TKO5 (?)   |                                                                      |
| 17  | 13-4, 11 KO | 25 сентября 1997 | Карло Тредиси (9-3)                  | Кастель-Мелла, Италия        | TKO8 (10)  | Бой за титул чемпиона Италии в тяжёлом весе (1-я защита Спинелли)    |
| 16  | 12-4, 10 KO | 26 апреля 1997   | Александр Васильев (1-3)             | Тренцано, Италия             | TKO2 (?)   |                                                                      |
| 15  | 12-3, 10 KO | 29 марта 1997    | Карло Тредиси (8-3)                  | Афрагола, Италия             | PTS12 (12) | Бой за вакантный титул чемпиона Италии в тяжёлом весе                |
| 14  | 11-3, 10 KO | 11 ноября 1996   | Ласло Пастерко (7-24-3)              | Граньяно, Италия             | KO1 (6)    |                                                                      |
| 13  | 10-3, 9 KO  | 13 июля 1996     | Питер Гривнак (2-4)                  | Секуальс, Италия             | TKO2 (?)   |                                                                      |
| 12  | 9-3, 8 KO   | 14 апреля 1996   | Винченцо Кантаторе (12-1)            | Монтеварки, Италия           | TKO11 (12) | Бой за титул чемпиона Италии в тяжёлом весе (1-я защита Спинелли)    |
| 11  | 9-2, 8 KO   | 10 февраля 1996  | Драган Драшкович (дебютный поединок) | Рим, Италия                  | TKO1 (?)   |                                                                      |
| 10  | 8-2, 7 KO   | 9 ноября 1995    | Винченцо Кантаторе (11-0)            | Баттипалья, Италия           | TKO5 (12)  | Бой за вакантный титул чемпиона Италии в тяжёлом весе                |
| 9   | 7-2, 6 KO   | 29 июля 1995     | Йозеф Кулл Кошеги (3-11-1)           | Тиньяле, Италия              | TKO2 (?)   |                                                                      |
| 8   | 6-2, 5 KO   | 20 мая 1995      | Денис Эдвиг (2-3)                    | Брешиа, Италия               | TKO2 (?)   |                                                                      |
| 7   | 5-2, 4 KO   | 1 апреля 1995    | Карло Тредиси (6-1)                  | Тренцано, Италия             | TKO4 (?)   |                                                                      |
| 6   | 4-2, 3 KO   | 4 марта 1995     | Стефан Чекан (дебютный поединок)     | Кёльн, Германия              | KO1 (?)    |                                                                      |
| 5   | 3-2, 2 KO   | 26 декабря 1994  | Франтишек Сумина (2-11)              | Пьян-Камуно, Италия          | TKO4 (?)   |                                                                      |
| 4   | 2-2, 1 KO   | 10 декабря 1994  | Сандей Абиодун (3-2)                 | Морчано-ди-Романья, Италия   | PTS8 (8)   |                                                                      |
| 3   | 2-1, 1 KO   | 25 ноября 1994   | Генри Колле Нюме (дебютный поединок) | Кьяри, Италия                | KO3 (?)    |                                                                      |
| 2   | 1-1, 0 KO   | 29 июля 1994     | Сандей Абиодун (2-1)                 | Сан-Манго-д’Акуино, Италия   | PTS6 (6)   |                                                                      |
| 1   | 1-0, 0 KO   | 5 марта 1994     | Йозеф Кулл Кошеги (3-3-1)            | Гроссето, Италия             | PTS6 (6)   |                                                                      |